# Synchlora santctae-crucis
Synchlora santctae-crucis är en fjärilsart som beskrevs av Louis Beethoven Prout 1932. Synchlora santctae-crucis ingår i släktet Synchlora och familjen mätare. Inga underarter finns listade i Catalogue of Life.